# Zerene
Zerene — род чешуекрылых из семейства белянок и подсемейства Coliadinae.

## Систематика
В состав рода входят:
- Zerene cesonia (Stoll, 1790) — от Южной Калифорнии до Флориды, от Южной Канады до западной части Южной Америки, Гаити,
- Zerene eurydice (Boisduval, 1855) — Калифорния